# 绍萨尔
绍萨尔（Sausar），是印度中央邦Chhindwara县的一个城镇。总人口24312（2001年）。

## 人口
该地2001年总人口24312人，其中男性12597人，女性11715人；0—6岁人口3114人，其中男1632人，女1482人；识字率71.09%，其中男性为77.12%，女性为64.61%。